# Canale Battaglia

Het Canale Battaglia is een kanaal in Noord-Italië, in de provincie Padua. 
Het kanaal begint als aftakking van de rivier Bacchiglione bij Bassanello, ten zuiden van de stad Padua.
Van Bassanello loopt het kanaal in een rechte lijn in zuidwestelijke richting tot Battaglia Terme. 
Daar stroomt het water van het Canale Battaglia en het Canale Bisatto samen westwaarts via het Canale Vigenzone naar zee.
Het kanaal is eind 12e eeuw in een periode van ongeveer 20 jaar door de stad Padua gegraven om economische redenen,
om een betere verbinding te realiseren met het achterland, in het bijzonder met het stadje Este.